# Transporte en Cataluña
Cataluña, con una población en 2024 de 8 012 231 habitantes, dispone de una gran cantidad de medios de transporte para el Área Metropolitana de Barcelona, Área metropolitana de Lérida, Área metropolitana de Tarragona y Área metropolitana de Gerona. A día de hoy cada una de las cuatro provincias de Cataluña dispone de un sistema de transportes integrado para el transporte público que durante los próximos dos años quedarán unidos en un único sistema de transporte público llamado T-Mobilitat, con tarificación por kilometraje e intensidad de uso.

## Transporte colectivo
El transporte colectivo es gestionado por las autoridades públicas de transporte de cada provincia: Autoridad Territorial de la Movilidad del Área de Lérida, Autoridad Territorial de la Movilidad del Campo de Tarragona, Autoridad Territorial de la Movilidad del Área de Gerona y la Autoridad del Transporte Metropolitano de Barcelona. Adicionalmente, el área metropolitana de Barcelona cuenta con la empresa Área Metropolitana de Barcelona para gestionar los 36 municipios que conforman el entorno de Barcelona, encargándose la ATM de coordinar el resto.
Las distintas autoridades coordinan los transportes de los municipios bajo su dominio. La Generalidad se encarga a su vez de coordinarse con las distintas autoridades y Renfe. Cada autoridad mantiene contratos con empresas privadas y/o dispone de empresas públicas de transporte colectivo bajo su dirección, estas últimas también con fuerzas de trabajo públicas. Algunas empresas son Transports Públics de Catalunya, Transportes Metropolitanos de Barcelona, Monbus, TUSGSAL, Tram (operador).
El último avance en materia de transporte colectivo en Cataluña se ha materializado en el incipiente sistema tarifario integrado T-Mobilitat.

## Aeropuertos

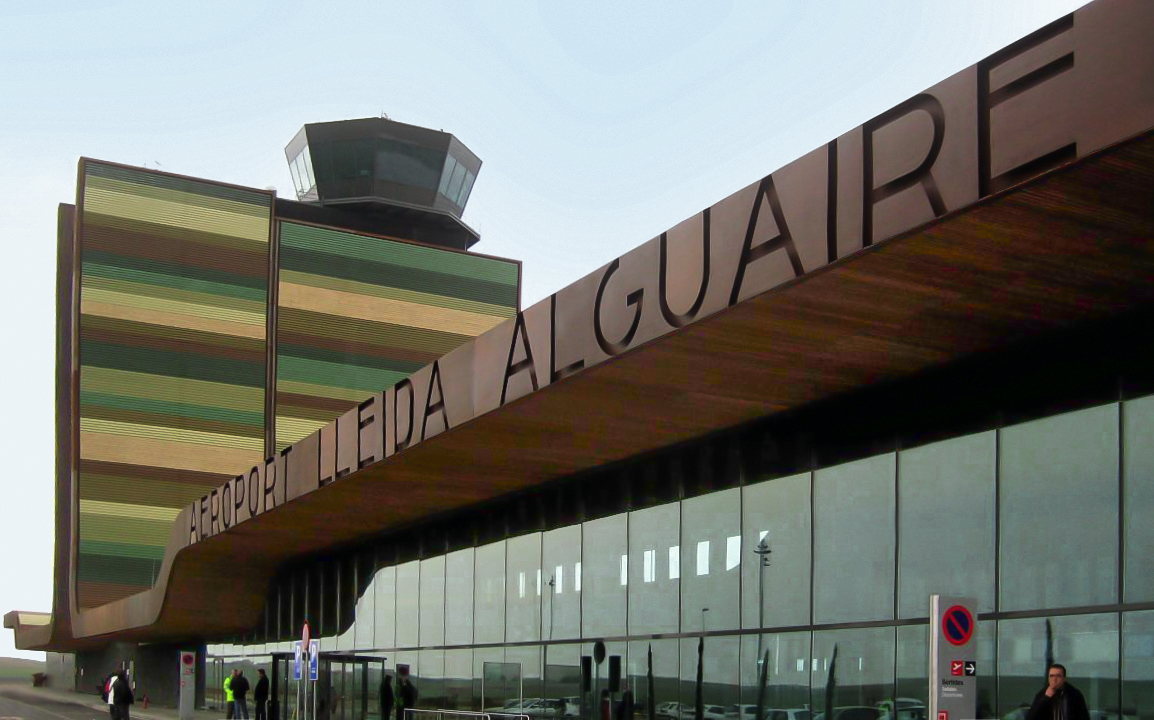
Aeropuerto de Lérida-Alguaire

- Aeropuerto de Barcelona-El Prat, situado a 15 kilómetros de Barcelona, es el más importante de Cataluña, con 55 034 955 pasajeros en 2024.[2] Dispone de dos terminales, la Terminal 1 y la Terminal 2.
- Aeropuerto de Gerona, especialmente utilizado por las compañías de vuelos de bajo coste (low cost), es el segundo aeropuerto más importante con 1 313 945 pasajeros en 2022.[2] Es la base del traslado de turistas a la Costa Brava.
- Aeropuerto de Reus, orientado al turismo de la provincia de Tarragona y a poco más de una hora de Barcelona.
- Aeropuerto de Sabadell, que no posee vuelos comerciales pero sí admite aviación ejecutiva.
- Aeropuerto de Lérida-Alguaire, inaugurado en enero de 2010.
- Aeropuerto de la Seo de Urgel, cerrado en 1984 y reabierto en 2010.

## Puertos

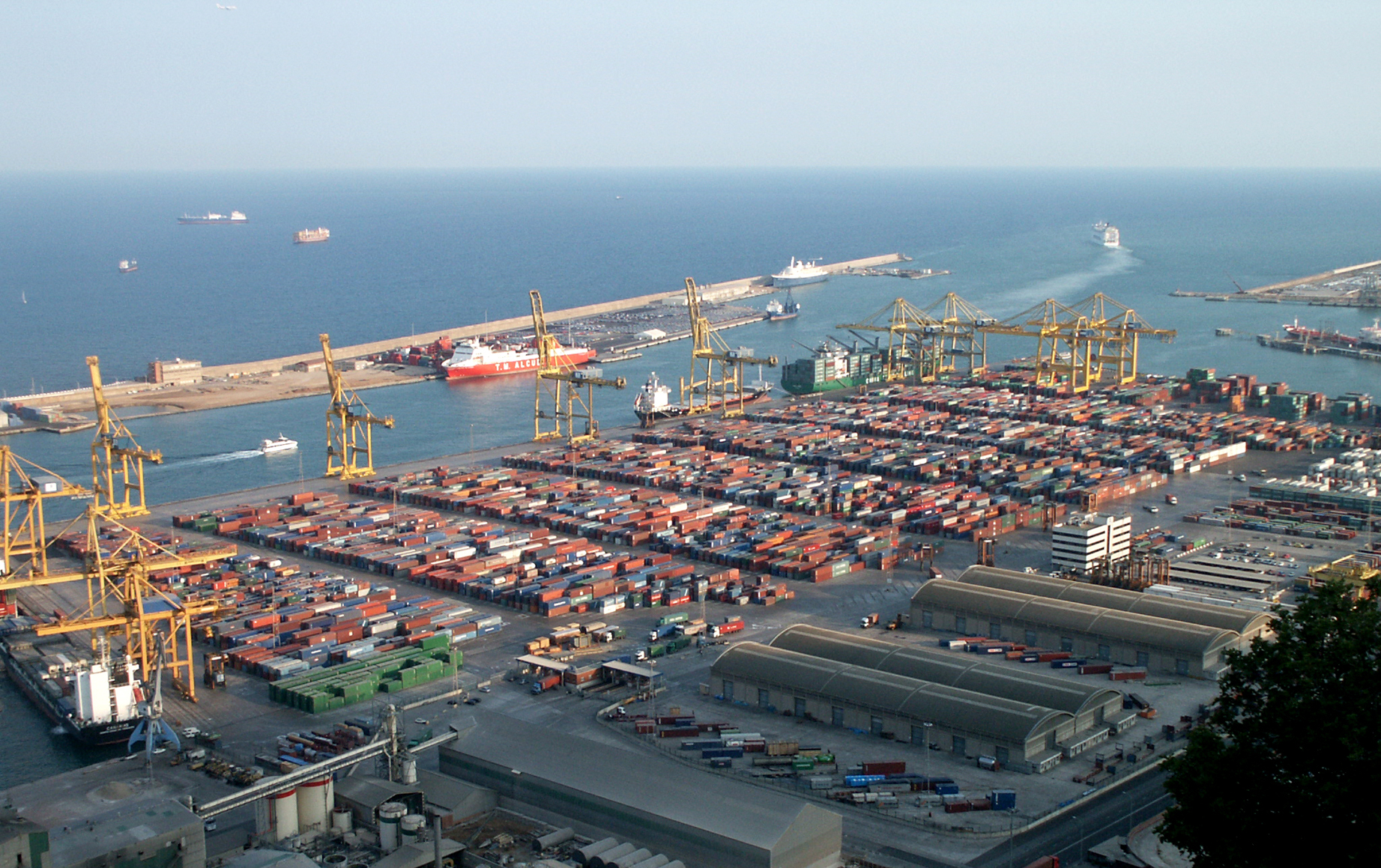
Puerto de Barcelona en 2005

- Puerto de Barcelona: Primer puerto del Mar Mediterráneo en cuanto a pasajeros de cruceros y tercero en España en volumen de contenedores TEU's.
- Puerto de Tarragona

Aparte de ellos, el litoral catalán está jalonado por una gran cantidad de puertos, tanto de pescadores como deportivos.

## Red viaria

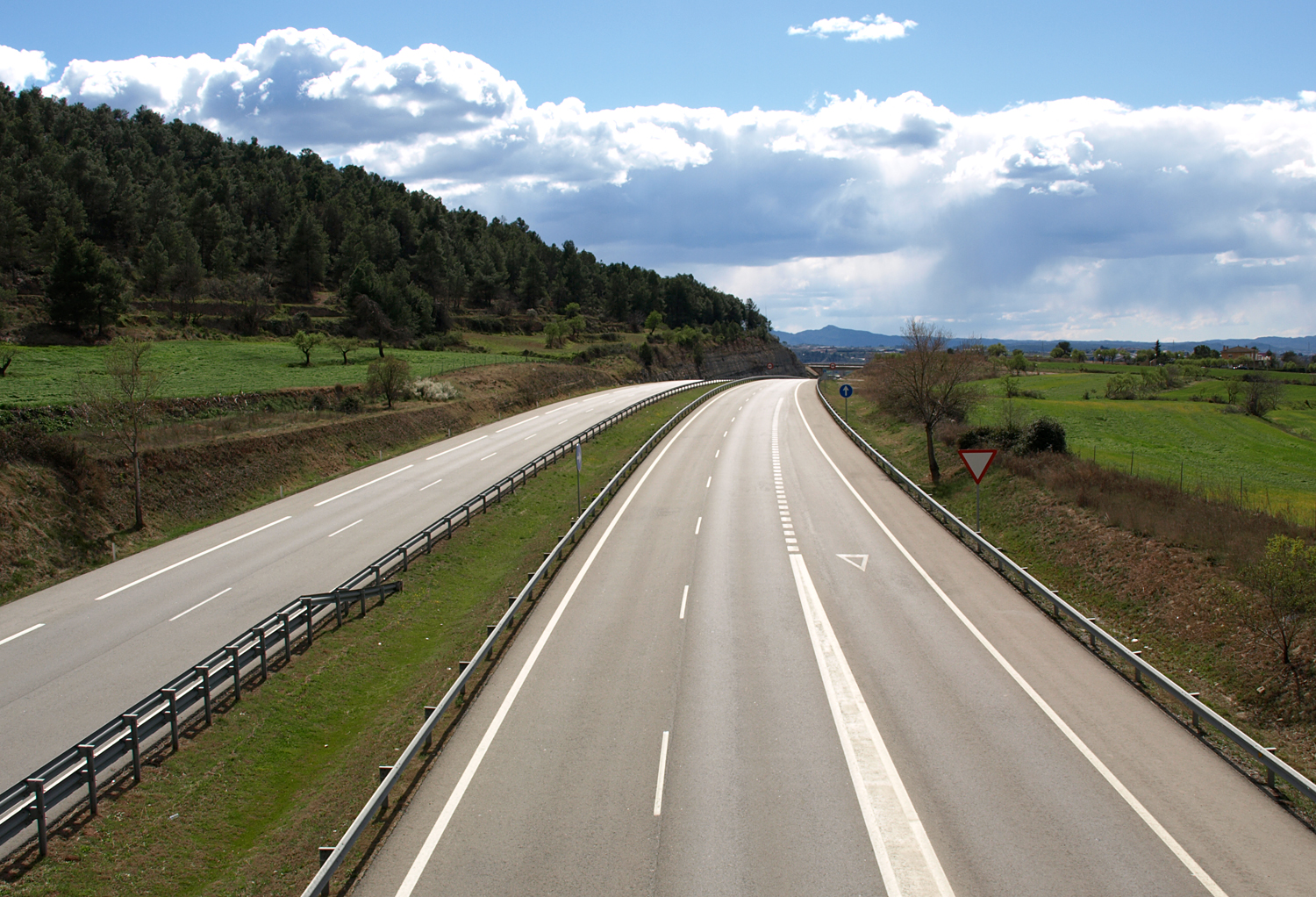
Autopista C-16 a su paso por San Fructuoso de Bages

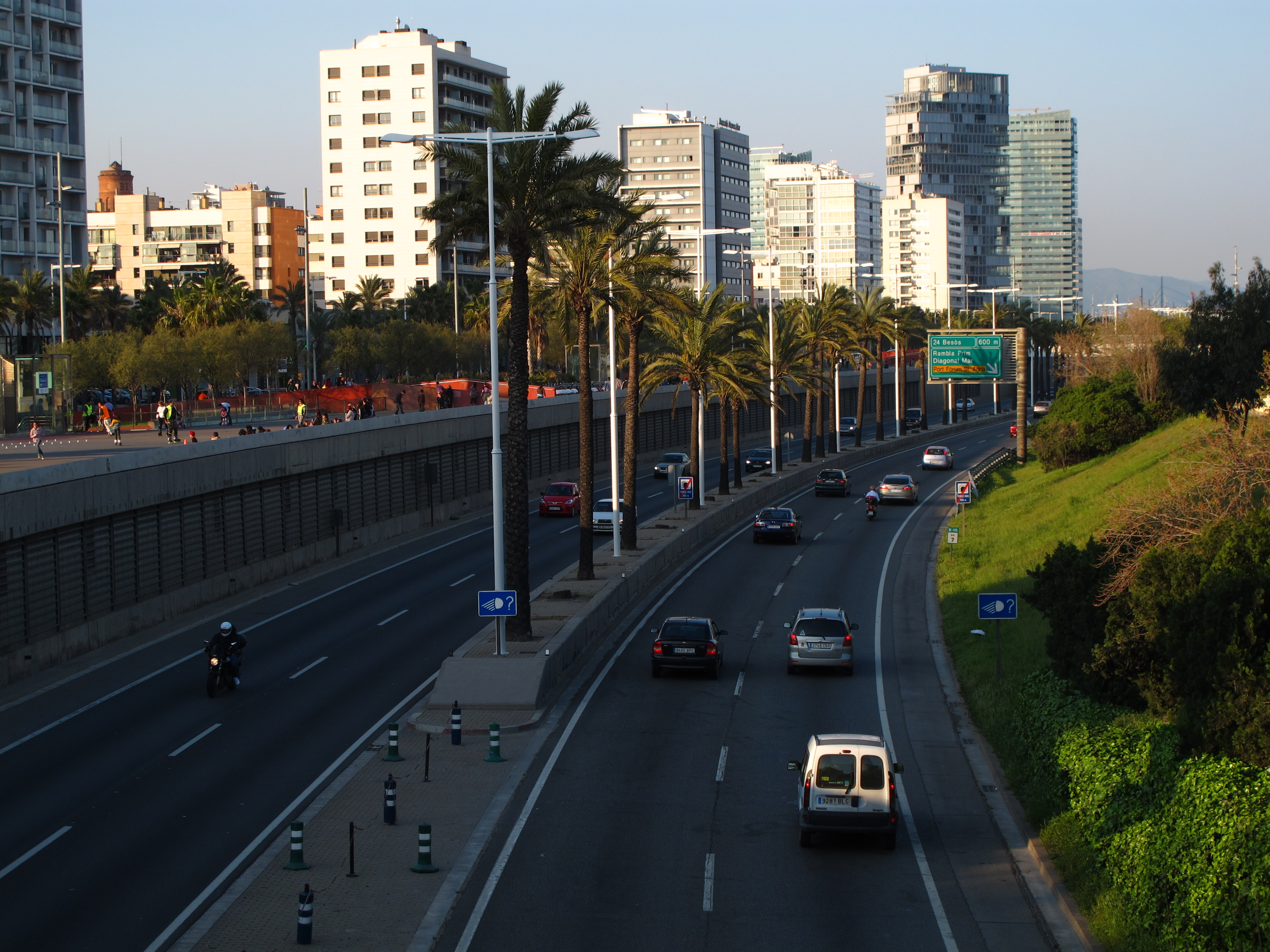
Ronda del litoral o B-10 en Barcelona

En Cataluña hay 12 000 kilómetros de vías para el tránsito de automóviles, aunque 10 843 de estos kilómetros corresponden a carreteras de calzada única. 962 kilómetros son de autopistas: de ellos, 120 kilómetros son de peaje y 842 son libres de pago.
De los 12 000 kilómetros de vías, 5600 corresponden a vías cuya titularidad ostenta la Generalidad de Cataluña, 4400 a las diputaciones provinciales, y 1988 al Ministerio de Fomento de la Administración central. La estructura de las autopistas está centralizada hacia Barcelona.
- A-2, que une Barcelona con Lérida por Igualada y Cervera.

- AP-2, que une Barcelona con Lérida. Después, continua hacia Zaragoza y Madrid.

- AP-7, conocida como Autopista del Mediterráneo, atraviesa Cataluña uniendo, por un lado, Barcelona con La Junquera pasando por Gerona, y Barcelona con Valencia pasando por Tarragona. La AP-7 tiene un desvío que une Molins de Rey con Montmeló, evitando pasar por Barcelona ciudad. Esta carretera, la B-30, es el tercer cinturón de Barcelona y vértebra de norte a sur la populosa e industriosa comarca del Vallés donde viven un millón de personas.

- C-16, conocida también como Autopista de Monserrat/Autovía Eje del Llobregat, une Barcelona con Berga.

- C-25 une Riudellots de la Selva (Gerona) con Cervera (Lérida) evitando Barcelona. Tiene 153 kilómetros y es conocida como Eje Transversal.

- C-31

- C-32, también bautizada con el nombre de "Autopista Pau Casals", une Barcelona con Vendrell con túneles que evitan el Parque natural del Garraf. Con una longitud total de 56,3 kilómetros, la C-32 es la autopista más cara de Europa al tener dos peajes. C-32 también es el nombre que recibe la autopista de pago que une Barcelona y Palafolls (puerta de acceso a la Costa Brava), aunque en este tramo de 49 kilómetros es conocida como "Autopista del Maresme".

- C-33, es un acceso a Barcelona por el norte que conecta con la AP-7.

- C-58, es la autopista con mayor densidad de vehículos de Cataluña y la primera en disponer de un carril Bus-VAO. Esta autopista es un acceso a Barcelona por el norte y conecta con la C-16 a la altura de Tarrasa.

- Autopista del Maresme, une Montgat con Tordera/Blanes.

## Ferrocarril

Mapa de velocidades, número de vías y electrificación (solo Adif).

Cataluña fue el primer territorio peninsular español en tener ferrocarril. Fue el 28 de octubre de 1848 cuando se inauguró la línea entre Barcelona y Mataró, que cubría una distancia de 28,4 km. En los años siguientes, antes de la entrada del siglo XX, se construyeron más de 1000 kilómetros de vía (casi el 80 por ciento de las vías actuales), con varias rutas entre las principales ciudades catalanas y Barcelona. La mayoría de las vías fueron financiadas por el capital privado de industriales que querían agilizar el transporte de sus mercancías hacia la gran ciudad.
Actualmente, pese a que se han modernizado los trenes, la red viaria sigue siendo prácticamente la misma que hace 100 años, con una estructura muy centralizada hacia Barcelona. Las dos rutas principales son la de la costa, que une Francia con la Comunidad Valenciana por el litoral catalán, y la ruta hacia Zaragoza, que une Barcelona con Lérida pasando por Manresa.
Las propietarias de las líneas ferroviarias de Cataluña son el Adif y los Ferrocarriles de la Generalidad de Cataluña. Operan en Cataluña las operadoras Renfe Operadora y la misma FGC.

### Líneas de ferrocarril

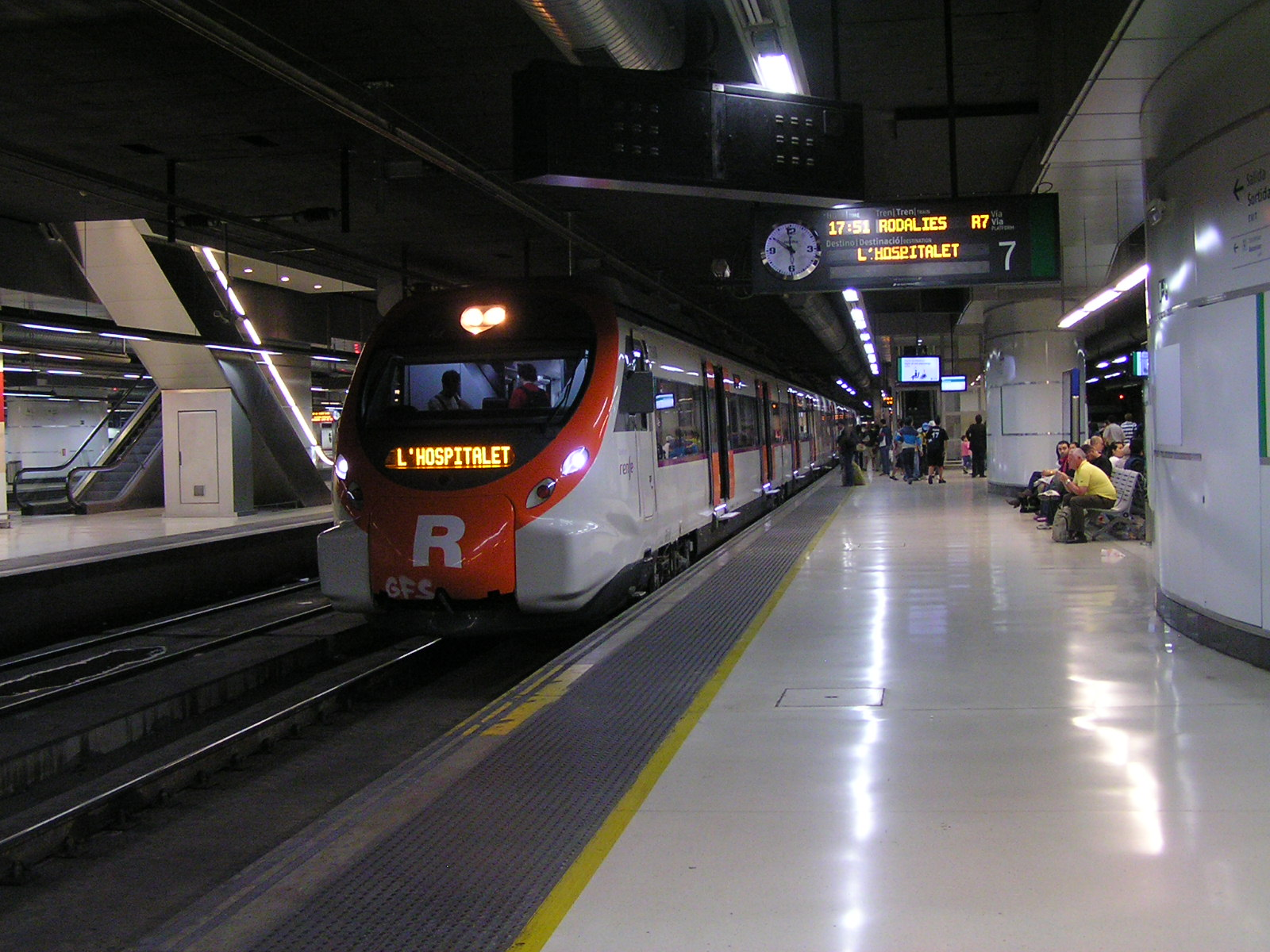
Tren de Rodalies de Catalunya en la estación de Barcelona-Sants

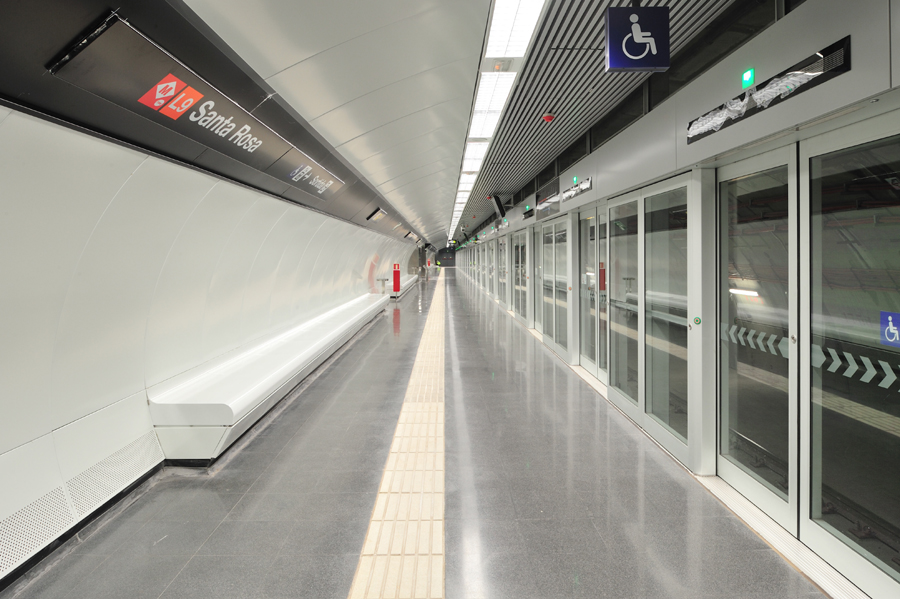
Estación de Santa Rosa de la línea 9 del Metro de Barcelona

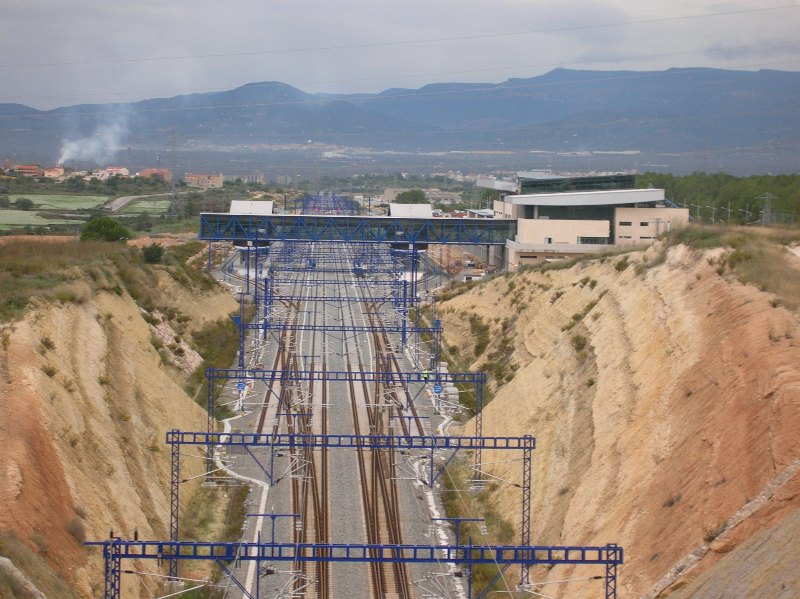
Estación de Campo de Tarragona

### Alta velocidad
En los primeros meses del 2008, entró en servicio la línea de alta velocidad (AVE), con 3 líneas en servicio: Barcelona-Madrid, Barcelona-Sevilla y Barcelona-Málaga. La línea de alta velocidad será prolongada hasta la frontera francesa, donde continuará hasta conectar con la actual red francesa de alta velocidad, con lo cual se establecerá también una conexión ferroviaria rápida entre Barcelona y París.
Por otra parte, el gobierno de la Generalidad de Cataluña anunció en diciembre de 2005 un plan para construir 1100 km de nuevas líneas, 300 en vías convencionales y 800 en vías de alta velocidad, que unirán las principales ciudades catalanas de forma transversal. El plan supondrá la inversión de 25 000 millones de euros entre el 2006 y el 2026.

#### Líneas de alta velocidad
- Línea de alta velocidad Madrid-Zaragoza-Barcelona-Frontera francesa

- Línea de alta velocidad Perpiñán-Figueras

#### Estaciones de alta velocidad
- Estación de Barcelona Sants
- Estación de Barcelona-La Sagrera (en construcción)
- Estación de Campo de Tarragona
- Estación de Figueras-Vilafan
- Estación de Gerona
- Estación de Lérida Pirineos

### Cercanías
- Barcelona: Cercanías de Barcelona
- Tarragona: Cercanías de Tarragona
- Gerona: Cercanías de Gerona
- Lérida: Cercanías de Lérida

### Metro
- Metro de Barcelona: red de ferrocarril metropolitano que da servicio a las ciudades catalanas de Barcelona, Hospitalet de Llobregat, Esplugas de Llobregat, Cornellá de Llobregat, San Baudilio de Llobregat, Santa Coloma de Gramanet, San Adrián del Besós, Badalona y Moncada y Reixach. Con 11 líneas y una longitud de la red de 123,5 km, es la segunda red de metro más extensa de España después de la de Madrid[Nota 1] y, desde diciembre del 2009, la primera red de ferrocarril metropolitano español que cuenta con líneas totalmente automatizadas. En 2011, la red de metro de Barcelona fue utilizada por 432,1 millones de pasajeros (1 183 836 pasajeros/día),[3][Nota 2] que fueron transportados por los dos operadores que explotan la red, Transportes Metropolitanos de Barcelona y Ferrocarriles de la Generalidad de Cataluña.

### Estaciones de ferrocarril
La principal estación de ferrocarril de Cataluña es la Estación de Barcelona-Sants, ubicada en el distrito de Sants-Montjuïc de Barcelona. Actualmente está en construcción la Estación de Barcelona-Sagrera que previsiblemente se convertirá en la estación ferroviaria más importante de Cataluña.

## Autobús

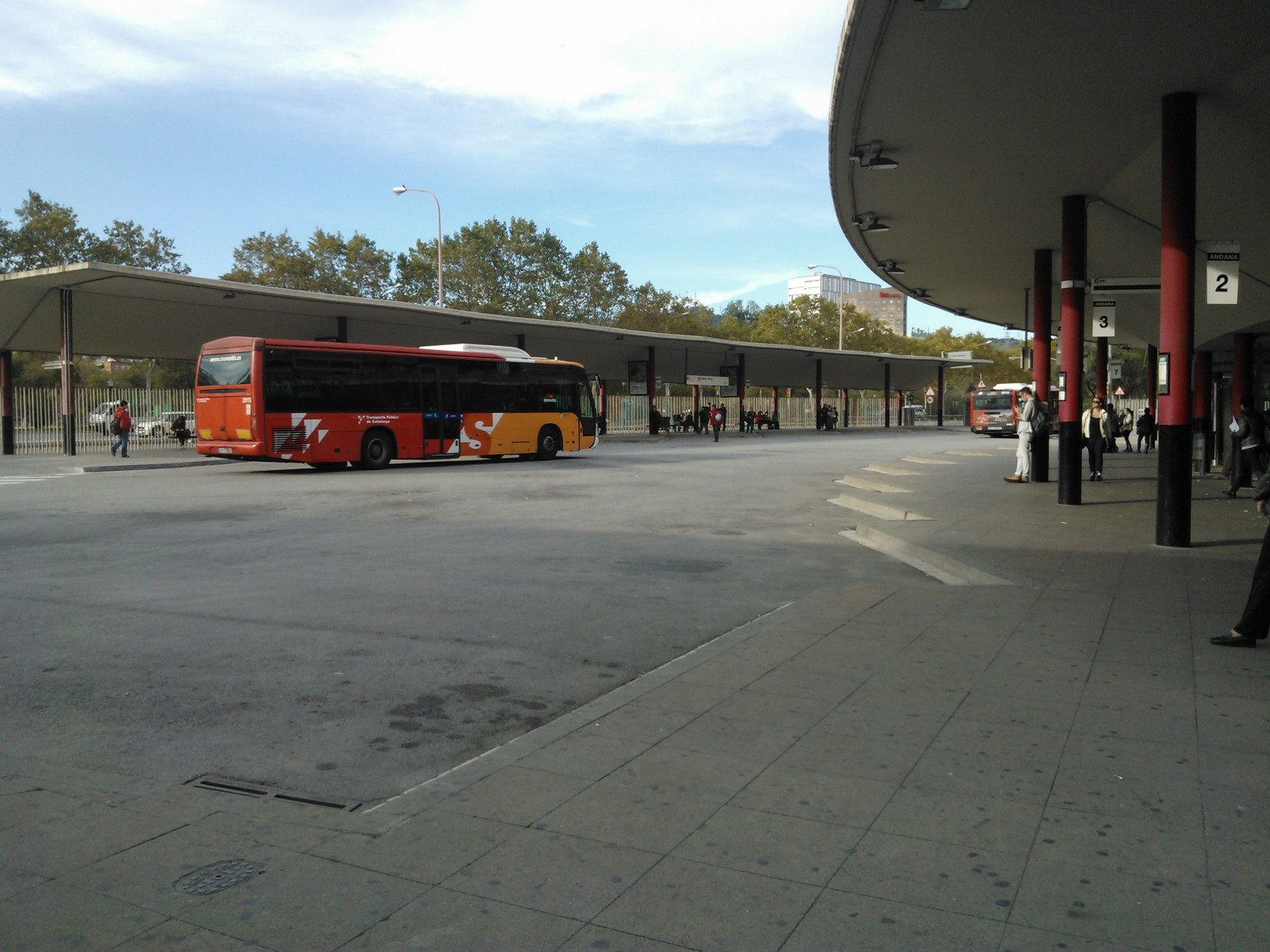
Estación de autobuses de Fabra i Puig, en Barcelona

Cataluña posee un gran número de líneas urbanas e interurbanas. Según datos de la Generalidad de Cataluña, en noviembre de 2010 Cataluña tenía más de 300 líneas de transporte público urbano (200 de ellas ubicadas en el área metropolitana de Barcelona), con unos 3500 km de red y unos 1600 autobuses que recorrían cada año en torno a 70 millones de kilómetros. En cuanto a líneas de autobús interurbano, en 2011 Cataluña disponía de 716 líneas.
Las redes más importantes que hay actualmente son las del autobús urbano del área metropolitana de Barcelona y la red de autobús interurbano Exprés.cat, que entró en funcionamiento el 29 de octubre de 2012 con 4 líneas, y se irá ampliando progresivamente hasta un total de 40.

### Aerobús
Aerobús es el nombre que recibe el servicio de autobús interurbano de la empresa SGMT que une Barcelona y el Aeropuerto de Barcelona-El Prat. El trayecto se realiza en unos 35 minutos los 365 días del año, con una frecuencia la mayor parte del día de 5 min. para la Terminal 1 y de 10 min. para la Terminal 2B y Terminal 2C.

## Tranvía
- Barcelona: Trambaix, Trambesòs y Tranvía Azul
- Bages: Tren-tram del Bages

## Funicular
- Barcelona: Funicular de Montjuïc, Funicular de Vallvidrera y Funicular del Tibidabo
- Gelida (Barcelona): Funicular de Gelida
- Monistrol de Montserrat (Barcelona): Funicular de la Santa Cueva y Funicular de San Juan

## Ferrocarril de cremallera

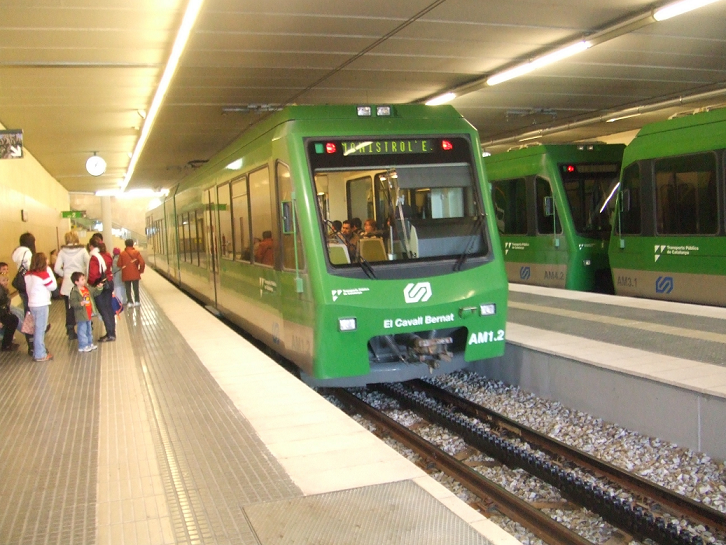
Cremallera de Montserrat

- Monistrol de Montserrat: Cremallera de Montserrat
- Ribas de Freser-Queralbs: Cremallera de Nuria

## Teleférico
- Barcelona: Teleférico de Montjuïc y Teleférico del puerto